# Халифа ибн Салман Аль Халифа
Халифа ибн Салман Аль Халифа (араб. خليفة بن سلمان آل خليفة‎; 24 ноября 1935 — 11 ноября 2020) — член королевской династии Бахрейна и премьер-министр Бахрейна (1970—2020).

## Биография
Дядя правящего короля Хамада ибн Исы Аль Халифы. В 1970 году назначен премьер-министром своим старшим братом Исой ибн Салманом аль-Халифой. До 16 августа 1971 года его должность называлась председатель Государственного совета. Он находился на посту премьер-министра (до 2020 года) — 50 лет, хотя, в соответствии с Конституцией 2002 года, потерял часть своих полномочий, уступив королю право назначать и увольнять министров. Принц Халифа считается самым богатым членом правящей семьи и одним из крупнейших бизнесменов в Бахрейне.
Скончался 11 ноября 2020 года в городе Рочестер штата Миннесота на 85-м году жизни.

## Известные родственники
Шейха Дейя бинт Ибрагим Аль Халифа — племянница, Президент группы компаний Riyada Group. Известна своей деловой активностью в роли члена королевской семьи и главы Riyada Group в России. Имеет политические и деловые контакты с российскими министерствами, бизнес-сообществом, инжиниринговыми компаниями. В 2014 году на Родосском форуме высказала мнение о начале Третьей мировой войны и необходимости диалога. Вошла в список самых влиятельных женщин Ближнего востока по версии издания Forbes в 2014 году.

## Семья
Халифа ибн Салман был женат на Хессе бинт Али Аль Халифа, четвертой дочери Али бин Хамада Аль Халифы. Супруги имели трёх сыновей и одну дочь:
- Мохаммад ибн Халифа Аль Халифа (1951 — 14 июня 1974), женат не был. Детей не имел.
- Али ибн Халифа Аль Халифа (род. 15 февраля 1955), бывший заместитель премьер-министра. Женат, 4 детей.
- Салман ибн Халифа Аль Халифа, с 2018 года, министр финансов и национальной экономики.
- Лулва бинт Халифа Аль Халифа, замужем за Рашидом ибн Халифой Аль Халифой (род. 1952). 6 детей.

## Интересные факты
- Халифа ибн Салман Аль Халифа дольше всех в мире находился на посту премьер-министра страны, более 50 лет.

## Награды
Награды Бахрейна
| Страна  | Дата вручения                     | Награда                                                       | Награда                                                       | Литеры |
| ------- | --------------------------------- | ------------------------------------------------------------- | ------------------------------------------------------------- | ------ |
| Бахрейн | 19 декабря 1979 —                 | Кавалер цепи                                                  | ордена Аль-Халифа                                             |        |
| Бахрейн | 19 октября 1976 — 19 декабря 1979 | Кавалер 1 класса                                              | ордена Аль-Халифа                                             |        |
| Бахрейн | 21 октября 2009 —                 | Кавалер Специального класса ордена Исы бен Салмана аль Халифа | Кавалер Специального класса ордена Исы бен Салмана аль Халифа |        |
| Бахрейн | 13 декабря 2009 —                 | Кавалер 1 класса ордена Эпохи Возрождения короля Хамада       | Кавалер 1 класса ордена Эпохи Возрождения короля Хамада       |        |

Награды иностранных государств
| Страна    | Дата вручения     | Награда                                              | Награда                                              | Литеры |
| --------- | ----------------- | ---------------------------------------------------- | ---------------------------------------------------- | ------ |
| Ирак      | 3 апреля 1952 —   | Кавалер 2 класса ордена Междуречья                   | Кавалер 2 класса ордена Междуречья                   |        |
| Дания     | 1957 —            | Командор 1 класса ордена Даннеброга                  | Командор 1 класса ордена Даннеброга                  | K1     |
| Ливан     | 1958 —            | Гранд-офицер Национального ордена Кедра              | Гранд-офицер Национального ордена Кедра              |        |
| Испания   | 4 декабря 1981 —  | Кавалер Большого креста ордена Изабеллы Католической | Кавалер Большого креста ордена Изабеллы Католической |        |
| Иордания  | 30 января 1999 —  | Кавалер Большой ленты ордена Возрождения             | Кавалер Большой ленты ордена Возрождения             |        |
| Малайзия  | 30 января 2001 —  | Гранд-командор ордена Защитника Королевства          | Гранд-командор ордена Защитника Королевства          | SMN    |
| Филиппины | 11 ноября 2001 —  | Кавалер цепи ордена Сикатуна                         | Кавалер цепи ордена Сикатуна                         |        |
| Таиланд   | 12 апреля 2003 —  | Кавалер Большой ленты ордена Белого слона            | Кавалер Большой ленты ордена Белого слона            | ม.ป.ช. |
| Франция   | 21 февраля 2004 — | Гранд-офицер ордена Почётного легиона                | Гранд-офицер ордена Почётного легиона                |        |
| Марокко   | 23 марта 2004 —   | Кавалер Большой ленты ордена Алауитского трона       | Кавалер Большой ленты ордена Алауитского трона       |        |
| Филиппины | 4 января 2007 —   | Кавалер цепи ордена Лакандула                        | Кавалер цепи ордена Лакандула                        |        |